# Centro Acadêmico Hugo Simas
O Centro Acadêmico Hugo Simas (CAHS) é a entidade representativa dos estudantes do curso de Direito da Universidade Federal do Paraná (UFPR). Fundado no dia 11 de agosto de 1931, é um dos mais tradicionais do país. Inicialmente denominado Centro Acadêmico de Direito (CAD), seu atual nome foi escolhido em 1946 como uma homenagem ao jurista paranaense Hugo Simas, um dos principais envolvidos na fundação da Universidade do Paraná em 1912, bem como professor no curso de direito na mesma instituição.

## História e relevância política

### Os primórdios
O curso de Ciências Jurídicas e Sociais esteve entre os poucos cursos ofertados desde a fundação da Universidade do Paraná, em 1912. Em dezembro de 1917 viria a se formar a primeira leva de bacharéis.
No início da Era Vargas, foi decretada a Reforma Educacional do Ministro Francisco de Campos em 1931. Com ela, a representação dos estudantes de ensino superior passou a se dar por diretórios eleitos pela categoria. Exatamente quatro meses depois, em 11 de agosto, é criado o Diretório Acadêmico de Direito da Universidade do Paraná. 
Entre 1932 e 1933 o presidente do diretório, Manoel de Oliveira Franco Sobrinho, modifica o nome da entidade para Centro Acadêmico de Direito, e nas eleições seguintes consagrou-se como o único a se eleger duas vezes presidente. A mudança para o atual nome aconteceu em 1946, durante a gestão de Ulisses Montanha Teixeira. O patrono escolhido foi o notório jurista paranaense Hugo Simas, um dos fundadores da Universidade do Paraná, na qual também foi professor de direito. Em 1948, o CAHS teve seu estatuto formalmente registrado e tornou-se uma pessoa jurídica, fato que mais tarde o ajudou a sobreviver à ditadura militar.

### Consolidação
Com uma nova identidade que remetia às raizes da Faculdade de Direito e com a aquisição de personalidade jurídica, o centro acadêmico começou a firmar suas bases e desenvolver ainda mais atividades jurídicas e culturais, adquirindo ademais uma sede social própria. Eram, nas palavras do advogado criminalista e professor René Dotti, tempos de ouro: "as assembleias do Centro Acadêmico Hugo Simas (CAHS) compunham um espetáculo a parte de vibração e entusiasmo principalmente com o debate sobre a nacionalização do petróleo".

A sede histórica do CAHS, localizada na Avenida Marechal Floriano Peixoto, no centro da cidade de Curitiba, foi construída em 1924 e adquirida pelo centro acadêmico em 1951. No prédio eram mantidos pelo CAHS um restaurante, uma biblioteca e uma sala de jogos. A década de 1950 foi movimentada no CAHS: além da aquisição do prédio e da redação de um novo estatuto em 1958, o diretório promovia o Festival de Teatro Amador, evento de relevância no cenário cultural regional. Estudantes do curso também participavam das peças, e entre os atores estava Edésio Passos, também entre os mentores do projeto. Além disso, em 1951 nasceu o periódico acadêmico do CAHS, a Revista Themis, que segue até hoje em atividade publicando artigos jurídicos de estudantes de direito. Um relato de 1950 detalha o florescimento que o período representava:
"[...] este centro acadêmico conta com grandes serviços prestados à sua classe e à coletividade. [As] suas atividades principais e mais constantes são o patrocínio de cursos e conferências de professores e profissionais renomados, excursões científicas e culturais, júri simulado, concurso de oratória, campanhas democráticas e de reivindicações, além das suas rotineiras atividades de congregação do corpo discente da Faculdade de Direito, amparo e representação deste".
Na década de 1960 foi fundada a subsede, localizada no subsolo do prédio histórico da UFPR, na Praça Santos Andrade. Atualmente a subsede é o espaço mais utilizado pelos associados ao CAHS, devido à proximidade do local e à indisponibilidade da sede histórica. O diretório viria a passar por uma grave crise no período da ditadura militar, tendo sido proibido de atuar em questões alheias às do ensino, o que obrigou os estudantes a colocar em locação o prédio histórico.

### Ditadura militar: decadência e luta por redemocratização
O CAHS teve uma intensa participação política, principalmente nos anos iniciais da ditadura militar. Com a Lei 4.464/1964, chamada Lei Suplicy em referência ao então Ministro da Educação Flávio Suplicy de Lacerda, os Diretórios Acadêmicos deveriam seguir estritamente os ditames governamentais sobre sua organização e estrutura. Com isso, o curso de direito da UFPR passou a ter um Diretório Acadêmico de Direito ao mesmo tempo que o tradicional CAHS. Por opção dos estudantes, entretanto, o CAHS seguiu sendo a entidade legítima, mantendo-se o DAD apenas como requisito burocrático. O "Decreto Aragão" (Decreto-Lei 228/1967), do Ministro Raimundo Muniz de Aragão, enrijeceu ainda mais a repressão contra as entidades estudantis. Ambos os textos legais proibiam os órgãos representativos dos estudantes de se manifestar politicamente e promover greves ou ausências coletivas. 

Mobilizados contra retrocessos da política educacional do governo como a implantação do ensino superior público pago, e indignados com acontecimentos como a morte do estudante Edson Luis, alguns dos estudantes ligados ao centro acadêmico chegaram a ser presos. De acordo com Andréia Zaparte, "[pode-se] afirmar que o CAHS era um dos centros acadêmicos mais ativos do Estado em relação às lutas e contestação ao regime". O então presidente do diretório, Vitório Sorotiuk, viria a afirmar anos depois:
"O movimento estudantil pós-64 e em especial o Hugo Simas constituíram-se numa escola de líderes políticos. Aí estão o prefeito Roberto Requião, o governador Álvaro Dias, vários secretários de Estado, deputados estaduais e federais, advogados de renome nacional, juízes, promotores e elementos que têm presença marcante nos vários partidos. Todos saíram daquela juventude que lutou contra a ditadura"
Com o apoio da União Paranaense de Estudantes (UPE) ao governo durante os primeiros anos de ditadura, o centro acadêmico foi protagonista do movimento estudantil de resistência, e seus membros viriam a conquistar entre 1967 e 1968 a direção da UPE e do Diretório Central de Estudantes da UFPR. O presidente do CAHS, Vitório Sorotiuk, foi então eleito à presidência do DCE. Tendo, todavia, uma ordem de prisão expedida em seu nome e a proibição de sua posse pelo reitor, Vitório fez sua cerimônia de posse durante uma apresentação teatral na reitoria com uma plateia de mais de duas mil pessoas.
Poucos meses depois, foi decretado o Ato Institucional nº 5. No início da década de 70, a direita do Partido Democrático Universitário tomou o poder do centro acadêmico, e este perdeu sua projeção política fora da universidade, focando seus esforços na realização de conferências e eventos sobre matérias dogmáticas dos estudos jurídicos. As alas mais progressistas e de esquerda da Faculdade de Direito sofreram um cerco para que abandonassem o CAHS e qualquer tentativa de oposição à nova diretoria. O tradicional Partido Acadêmico Renovador então perdeu a força que o havia feito ganhar as eleições por oito anos seguidos, e teve que interromper suas atividades. A disputa se manteve pelos próximos anos entre o tradicional Partido Acadêmico Progressista (PAP), grupo de direita que já não mais existe; o Partido Acadêmico Inovador (PAI), que surgiu em 1974 e desapareceu em um intervalo de poucos anos; e o já citado PDU, além de breves movimentos e chapas que surgiram.     
Em 1979, durante a gestão de João Cândido Cunha Pereira Filho, do Partido Acadêmico Inovador, o CAHS promoveu uma greve de estudantes para reivindicar melhorias para a Faculdade. Inicialmente, conforme consta em artigo seu no Diário do Paraná, o descontentamento de Pereira Filho era com o projeto de "Reavaliação da Reforma de Ensino" em trâmite na reitoria, bem como com a estagnação na promoção de concursos públicos para seleção de professores, o que não ocorria desde 1975. O estopim para a greve foi o pedido de demissão de três professores da Faculdade, o que deixaria matérias obrigatórias do curso sem docentes para o próximo período letivo. Com a não colaboração da reitoria da universidade, os estudantes decretaram a greve em assembleia no dia 30 de maio. A greve veio a acabar sem atingir seus principais objetivos: o reitor Ocyron Cunha apenas prometeu remanejar os professores disponíveis de forma a preencher todas as cadeiras vagas. Contudo, as reivindicações dos professores de instituições federais eram urgentes e antigas, e no ano seguinte ocorreu uma greve nacional da categoria.

### Atualidade
Com a redemocratização, os estudos jurídicos tomaram novo vigor, em especial com uma nova constituinte se aproximando. Em 1985 o Encontro Nacional dos Estudantes de Direito aconteceu em Curitiba, e intensas discussões se deram com envolvimento direto do CAHS e dos estudantes de direito da UFPR.
Em 1992, um novo estatuto foi redigido para o CAHS, substituindo o antigo texto de 1958. Em 2008, durante a gestão de Daniel Wunder Hachem, foi aprovado o texto que substituiu o de 1992 e vigora até hoje.
Dentre os vários partidos e movimentos que concorreram ao longo de décadas ao CAHS, apenas dois seguem em atividade. Um deles é o Partido Democrático Universitário (PDU), conhecido historicamente por ter um perfil à direita. Ganhou notoriedade na mídia por suposta incitação ao estupro, após distribuir aos calouros do curso um "manual de sobrevivência" que orientava de modo incorreto os jovens sobre a "obrigação de dar" das meninas, em referência ao art. 233 do Código Civil. Já o Partido Acadêmico Renovador (PAR) tende à esquerda no espectro político, tendo tido suas atividades interrompidas durante a ditadura militar.

## Estrutura e atribuições do centro acadêmico
A organização do CAHS se rege por meio de um estatuto, datando o vigente de 2008.    
O CAHS se compõe de dois órgãos coordenativos: o Conselho Deliberativo e o Conselho Administrativo.    
O Administrativo é o órgão executivo do diretório, sendo seus membros eleitos em uma chapa fechada. O cargo mais elevado do órgão, desde o Estatuto de 2008, não é mais o do presidente (que deixou de existir), e sim o dos três secretários. Já o Conselho Deliberativo é o órgão supervisor e coordenador da direção do CAHS, tendo entre seus treze membros um presidente e um secretário.      
O CAHS edita anualmente a Revista Jurídica Themis, na qual estudantes de graduação em Direito da cidade de Curitiba podem publicar artigos jurídicos.

## Órgãos associados
O centro acadêmico ajuda nos custos de manutenção da Associação Atlética Acadêmica de Direito da UFPR (AAAD-UFPR). A atlética, fundada em 11 de agosto de 1943, é uma das atléticas acadêmicas mais tradicionais do Paraná e a mais antiga da UFPR. Participa anualmente dos Jogos Jurídicos Estaduais, nos quais estudantes de Direito do estado do Paraná se reúnem em uma cidade diferente do estado para competir em modalidades esportivas e confraternizar em festas e eventos. A Atlética também possui uma sala própria no subsolo da universidade, ao lado da subsede do CAHS, onde há mesas de pebolim e sinuca. A faculdade tem uma modalidade própria de pebolim chamada pebas, jogada com três bolas ao mesmo tempo e vencida pela dupla que atingir nove pontos.
O curso de direito da UFPR ainda conta com uma bateria própria chamada "Os Federais", fundada em 2000.